# 特种兵之火凤凰
《特种兵之火凤凰》 是一部中国大陆以女特种兵为题材的电视剧，是《我是特种兵》系列第3部。2013年10月23日，登陆江苏卫视黄金时段进行全国独家首播。每天3集连播，周六周日2集连播。

## 演员阵容
| 演员   | 角色     | 简介 | 备注 |
| 徐 佳  | 雷 战    | 少校軍銜，狼牙特战基地雷电突击队队长，代号雷神。于第43集（江苏版第61集）牺牲， 口頭禪是（你來到這裏就是一個死）     |      |
| 程 愫  | 谭晓琳   | 少校軍銜，狼牙特戰基地火鳳凰女子特戰隊教導員，代号云雀。 曾經是東南軍區心理戰大隊，口頭禪是（我要到基地司令部告你） | 55號 |
| 杨 舒  | 何 璐    | 上尉軍銜，火鳳凰女子特戰隊隊長，代号和路雪，也是一名軍醫。曾經是 紅箭旅維和部隊軍醫                                 | 12號 |
| 刘晓洁 | 叶寸心   | 上等兵，火鳳凰女子特戰隊隊員，代號敵殺死，火鳳凰狙擊小組狙擊手，也是一名電腦高手。曾經是東南軍區話務連              | 13號 |
| 安雅萍 | 沈兰妮   | 中尉軍銜，火鳳凰女子特戰隊隊員，代號滅害靈，火鳳凰狙擊小組觀察手，跆拳道國手。曾為東南軍區文工團                    | 15號 |
| 甘 露  | 唐笑笑   | 中尉軍銜，火鳳凰女子特戰隊隊員，代號芭比，火鳳凰支援小組支援槍手，原本在文工團。                                    | 22號 |
| 童苡萱 | 欧阳倩   | 上等兵軍銜，火鳳凰女子特戰隊隊員，代號蚊香，火鳳凰突擊小組爆破手，原本在防化團炊事班。                              | 47號 |
| 闪嘉晨 | 曲比阿卓 | 下士軍銜，火鳳凰女子特戰隊隊員，代號奢香，火鳳凰支援小組機槍手，原本是陸航部空降班長。                              | 14號 |
| 郭 艳  | 田 果    | 上等兵軍銜，火鳳凰女子特戰隊隊員，代號開心果，火鳳凰突擊小組突擊手，原是防化團的炊事員。                            | 16號 |
| 洪 卫  | 郭德远   | 代号老狐狸，参谋士官兼爆破手，一级军士長。                                                                          |      |
| 姜艺声 | 阎 刚    | 代号阎王，上士，狙擊手。                                                                                            |      |
| 赵 荀  | 牛 艺    | 代号哈雷，突击手，上士                                                                                              |      |
| 郝 率  | 牛青峰   | 代号大牛，机枪手，三级军士长                                                                                        |      |
| 何 达  | 袁 宝    | 代号元宝，上士，观察手，其女朋友李曉芸是一位空姐。                                                                  |      |
| 任柯诺 | 冯冬冬   | 代号小蜜蜂，通讯员，下士                                                                                            |      |
| 李 飞  | 林国良   | 少校軍銜，沈蘭妮的追求者。火凤凰女子特战队唯一男性队员兼卫生员，曾經是狼牙特戰基地醫院軍醫及東南軍區總醫院醫生      |      |
| 孙 岚  | 张海燕   | 企业家，叶寸心的母亲                                                                                                |      |
| 徐洪浩 | 黑 猫    | 境外恐怖组织K2的头目，于第43集（江苏版第61集）杀害雷战，后被雷电突击队与火凤凰女子特战队击毙                        |      |
| 王 韬  | 洪 峯    | 代号猛虎、特警猛虎突擊隊大隊長                                                                                      |      |
| 万 茜  | 安 然    | 雷战未婚妻，中尉軍銜，第一集时為救雷神牺牲自己。 代號紫羅蘭                                                         | 客串 |
| 任天野 | 野 狗    | 恐怖组织亚洲黑色特别行动小组头目,被谭晓琳一槍爆頭。                                                                 | 客串 |
| 傅程鹏 | 陈应天   | 卧底，狼牙特战基地雷电突击队副队长，上尉軍銜，代号天狼，何璐男友                                                    |      |
| 侯 勇  | 何志军   | 狼牙特战基地司令，少将軍銜，被称作“一号”                                                                            |      |
| 吴京安 | 谭 强    | 东南军区副司令，中将軍銜，谭晓琳养父                                                                                |      |
| 刘小锋 | 营 长    | 叶寸心参加特种兵選拔之前的上级                                                                                      |      |
| 周惠林 | 方旅长   | 红箭旅旅长,大校軍銜                                                                                                 |      |

## 相关
- 81192部队[2]，剧中虚构的火凤凰所在部队番号。

## 收视率
以下数据的来源由csm数据参考而来，并且收包括全天收视指数和市场(收视)份额参数
| 平台     | 平均收视率 | 平均市場份額 | 全年排名 |
| 江苏卫视 | 1.807      | 4.84         | 4        |

## 争议
- 江苏卫视首播版本中，为追求收视率，在每天播出的前情回顾中多次播出任天野饰演的恐怖份子死亡的情节。因此导演刘猛在微博上表示：就连自己都凌乱到都无法预测明天会演到哪里，称“这是提醒我，千万不要再让天野客串，因为他会无限活过来。”[3]